# Triaxialgerät
Das Triaxialgerät (Dreiaxialgerät, Triaxialzelle) ist ein Versuchsgerät eines fels- oder bodenmechanischen Labors, mit dem die Scherparameter (Kohäsion {\displaystyle c} und Reibungswinkel {\displaystyle \phi }) einer Fels- oder Bodenprobe ermittelt werden können. Die Versuchsdurchführung ist in der DIN EN ISO 17892-8, ISRM SM Triaxial Compressive Strength - revised - 1983 und ASTM 7012 festgelegt.

## Allgemeines

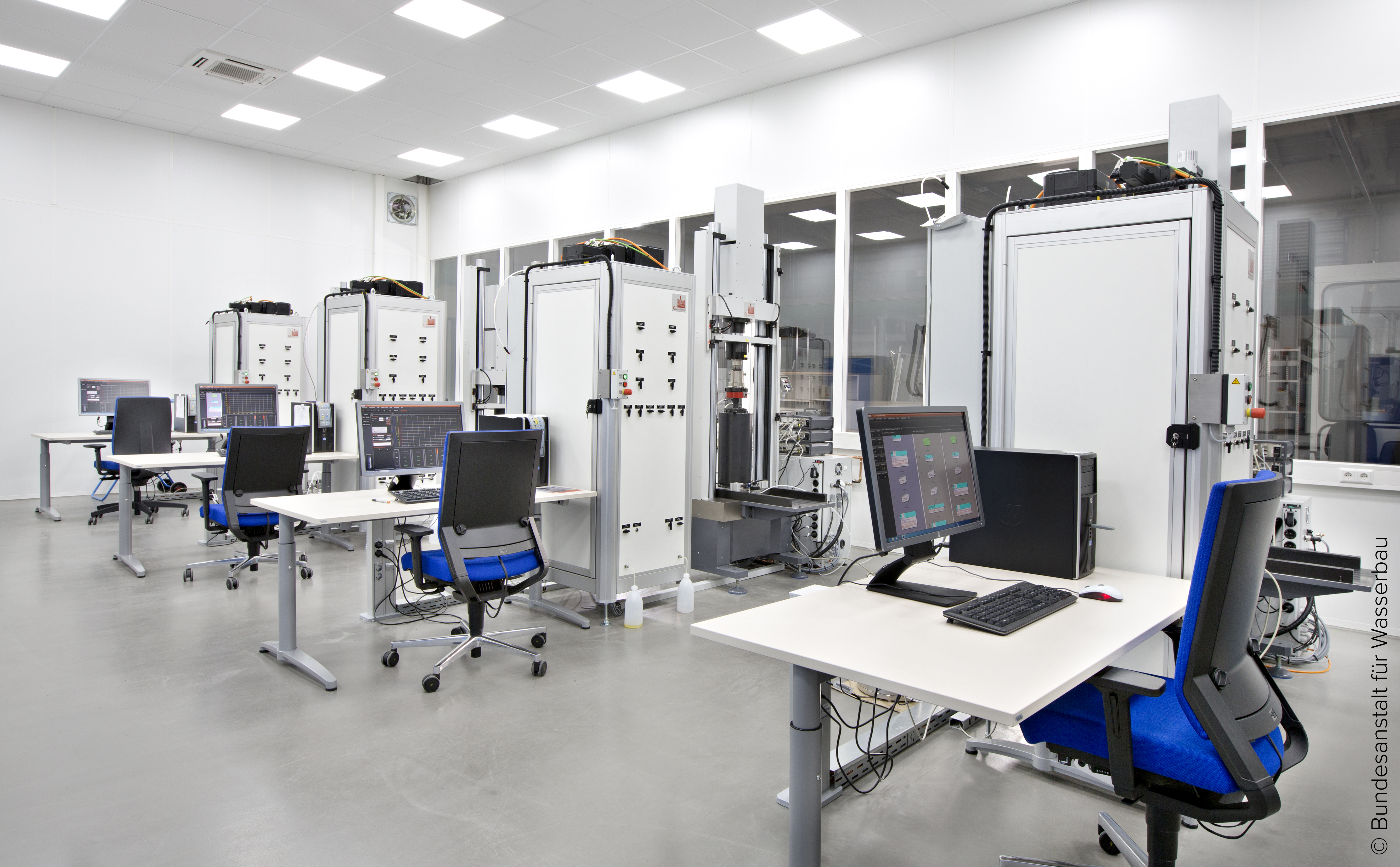
Präzisions-Triaxialprüfstände der Bundesanstalt für Wasserbau

Es ist ein zylindrisches Gerät, in das eine Gesteins- oder Bodenprobe (die möglichst ungestört aus einem Bohrkern entnommen wird) eingesetzt wird. Oben hat das Gerät einen Druckstempel, der auf die Probe drückt, und seitlich wird sie von einem größeren Zylinder umhüllt, der mit einer Flüssigkeit (oder Druckluft) gefüllt ist. Die Probe ist mit einer Gummi- oder Latexhülle so abgedichtet, dass die Flüssigkeit nicht eindringen kann. Oben und unten sind Filterkeramiken angeordnet, die Wasser oder andere Fluide aus der Probe entweichen lassen können.
Beim Versuch wird die Probe seitlich und von oben mit Druck belastet, bis sie bricht. Zuerst wird ein radialer Druck aufgebracht, dann wird mit dem Druckstempel von oben ein vertikaler Druck erzeugt. Beide Spannungen werden gemessen und können auch variiert werden. Außerdem wird die Zusammendrückung gemessen.
Typisch für den Bruchzustand ist, dass die Probe ab Überlastung von oben auf einer oder mehreren schrägen Flächen abschert, also Probenteile schräg zur Seite hin abgleiten.
Aus den Spannungsverhältnissen beim Bruch berechnet man dann die Scherparameter. Hierzu dienen die Mohrschen Spannungskreise, von denen jeder Versuch einen Kreis liefert. Die Ergebnisse mehrerer Versuche trägt man in ein Diagramm mit Druckspannungen und Schubspannungen ein und zeichnet die einhüllende Gerade der Bruchkreise (die Schergerade), an der man direkt die Scherparameter ablesen kann.
Die Scherparameter benötigt man bei der Standsicherheitsberechnung von Böschungen, Fundamenten und Bauwerken, die auf Böden gegründet werden.
Je nachdem, ob man während des Versuches und während des Bruches zulässt, dass das Wasser oder anderes Porenfluid entweichen kann oder nicht und wie schnell man die Probe belastet, gibt es Varianten für die Scherversuche mit dem Triaxialgerät:
- Konsolidierter, drainierter Versuch (CD-Versuch)
- Konsolidierter, undrainierter Versuch (CU-Versuch)
- Unkonsolidierter, undrainierter Versuch (UU-Versuch)

In der Natur können alle diese Verhältnisse vorkommen, deshalb muss man den Versuch so durchführen, wie er am besten die Natur und den Bauzustand wiedergibt. Die resultierenden Scherparameter sind entsprechend verschieden.
Das Triaxialgerät heißt so, weil in Richtung aller drei, rechtwinkelig zueinander stehenden, Koordinatenachsen Druck auf die Probe ausgeübt wird (oder zwischen allen 6 Seiten eines Würfels.) Der Versuch wird deshalb auch dreiaxialer Druckversuch oder triaxialer Kompressionsversuch genannt. Wenn der seitliche Druck ganz weggelassen wird, handelt es sich um einen einaxialen Druckversuch mit unbehinderter Seitendehnung, den sogenannten Zylinderdruckversuch.

## Kurze Bemerkungen zur Historie
Verwendet wurde das Triaxialgerät schon 1910 von Theodore von Kármán, um die Mohr-Coulombschen Spannungsbedingungen zu überprüfen. Für die Bodenmechanik wurde 1928 von Joachim Ehrenberg (einem Mitarbeiter von Hans-Detlef Krey in Berlin) ein erstes Triaxialgerät konstruiert. Triaxialgeräte wurden insbesondere in den 1930er Jahren von Karl von Terzaghi und Leo Rendulic in Wien (und von Rendulic und Arthur Casagrande danach in Berlin bei der Degebo) zur experimentellen Untermauerung des Konzepts effektiver Spannungen benutzt. Das Gerät wurde insbesondere in den 1940er Jahren vom Terzaghi-Schüler Arthur Casagrande in Harvard weiterentwickelt (dieser befasste sich damit allerdings schon um 1930 am MIT) und zum Beispiel in England in den 1950er Jahren von Alan W. Bishop. Letzterer schrieb mit David Henkel ein Standardwerk über das Triaxialgerät.